# Andy Ireland
Andrew Poysell Ireland, detto Andy (Cincinnati, 23 agosto 1930 – Sarasota, 20 ottobre 2024), è stato un politico statunitense, membro della Camera dei Rappresentanti per lo stato della Florida dal 1977 al 1993.

## Biografia
Nato in Ohio, Ireland studiò a Yale e alla Columbia per poi intraprendere una carriera nel mondo delle banche. Tra il 1968 e il 1970 lavorò come dirigente per la Federal Reserve Bank.
Nel frattempo Ireland si dedicò anche alla politica con il Partito Democratico e nel 1976 venne eletto alla Camera dei Rappresentanti. Tuttavia dopo quattro mandati, Ireland decise di cambiare schieramento e passò al Partito Repubblicano nel luglio del 1984. Come repubblicano fu rieletto per altri quattro mandati, fino al suo ritiro nel 1993.